# Molnár Lajos (rendőrkapitány)
Molnár Lajos (Pest, 1864. január 11. – Szekszárd, 1913. november 20.) rendőrkapitány.

## Életútja
Molnár István és Jakar Terézia iparos szülők fia. Középiskoláit Pesten és Debrecenben végezte. 1880-ban a pestvidéki törvényszéknél dolgozott, majd Pest vármegye szolgálatába lépett. 1882. április 12-én az államrendőrséghez nevezték ki, ahol a fogalmazási szakban nyert alkalmazást és 1885-től kezdve a Budapest VII. kerületében a cselédpereket intézte. Közben a VI. kerületi kapitánysághoz helyezték át, ahol a prostitúció és a borhamisítási ügyek előadója volt. 1901. július elejével Korpona város rendőrkapitányává nevezték ki.
Cikkei a Rendőri Lapokban (A prostitutió rendezéséről, A borok szakértői vizsgálatáról, A Duna, Lukács Béla öngyilkossága alkalmából, A bűnbak, a zugligeti villamos vasuti szerencsétlenség alkalmából, A tolonczház, A cselédügy); a Korpona és Vidékében (vezérczikkek: A teplicske, A közegészség, Idegenforgalmunk, Tűzrendészet, Korpona fejlődése, Ivóvizünk, Fejlődjünk, Lits Gyula, Czobor László, Széll Kálmán és a kivándorlás, vármegye tisztogatása, gyermekvédelem, a közigazgatás, az államosítás; A téglagyár).

## Munkái
- A cselédügy és helyközvetítői intézmény rendezéséről. Uo. 1892.
- A cselédügy és a cseléd közvetítéséséről. Uo. 1896.
- Az erkölcsök, a közegészség és a prostitució. Ugyanott, 1899.